# رستم عثمانوف
رستم عثمانوف (انگلیسی: Rustam Usmonov؛ زادهٔ ۳۰ ژانویهٔ ۱۹۷۷) بازیکن فوتبال سابق اهل تاجیکستان است.
از باشگاه‌هایی که در آن بازی کرده‌است می‌توان به باشگاه فوتبال غیرت، باشگاه فوتبال ریگر-تداز تورسون‌زاده، باشگاه فوتبال قزل‌یار، و باشگاه فوتبال ایرتیش پاولودار اشاره کرد.
وی همچنین در تیم ملی فوتبال تاجیکستان بازی کرده‌است.